# Nieves Zúñiga Martirena
Maria Nievez Zúñiga Martirena (Sant Sebastià, 15 de gener de 1960) és una exjugadora de bàsquet basca.
Aler, competí a diversos equips bascos de la Lliga femenina durant la dècada del 1980 i 1990, Juven, CD Donosti, Kaixo, Eroski i Lasarte-Oria. Internacional amb la selecció espanyola en divuit ocasions entre 1982 i 1984, participà en el Preeuropeu del Campionat d'Europa de 1983. També competí internacional amb la selecció d'Euskadi.